# Kanton Arras-3
Kanton Arras-3 (francouzsky Canton d'Arras-3) je francouzský kanton v departementu Pas-de-Calais v regionu Hauts-de-France. Tvoří ho 15 obcí a část města Arras. Zřízen byl v roce 2015.

## Obce kantonu
- Arras
- Achicourt
- Agny
- Beaurains
- Boiry-Becquerelle
- Boisleux-au-Mont
- Boisleux-Saint-Marc
- Boyelles
- Guémappe
- Héninel
- Hénin-sur-Cojeul
- Mercatel
- Neuville-Vitasse
- Saint-Martin-sur-Cojeul
- Tilloy-lès-Mofflaines
- Wancourt